# 芝池幸夫
芝池 幸夫（しばいけ ゆきお、1947年または1948年 - ）は、日本の地方公務員。大阪府企業局長、同水道企業管理者、大阪府国際交流財団理事長を歴任。瑞宝小綬章受章。

## 人物・経歴
大阪府庁入庁、企業局長。りんくうタウンへの企業誘致、土地規制緩和、企業局移転などに取り組んだ。2005年 (平成17年) 4月 同職を井穴廣宣と交代し水道企業管理者。大阪府営水道中期整備計画もスタートし、維持管理、施設更新時代に向けた新たな諸施策の展開した。また淀川水質協議会長を務めた。2008年3月 同職を伊藤誠と交代し水道企業管理者退任。
退任後、公益財団法人大阪府国際交流財団理事長、後に同財団評議員。

## 栄典
- 2018年 秋の叙勲で地方自治功労により瑞宝小綬章を受章[1]。